# Giuseppe Bofondi
Giuseppe Bofondi, italijanski duhovnik, škof in kardinal, * 24. oktober 1795, Forli, † 2. december 1867.

## Življenjepis
21. decembra 1846 je bil razglašen za kardinala in pectore.
11. junija 1847 je bil ponovno povzdignjen v kardinala in imenovan za kardinal-diakona S. Cesareo in Palatio.
Umrl je 2. decembra 1867.